# 고양 원각사 신중도
고양 원각사 신중도(高揚 圓覺寺 神衆圖)는 대한민국 경기도 고양시 원각사에 있는 신중도이다. 2014년 5월 9일 경기도의 유형문화재 제284호로 지정되었다.

## 참고 문헌
- 고양 원각사 신중도 - 국가유산청 국가유산포털